# Syzygium assamicum
Syzygium assamicum är en myrtenväxtart som först beskrevs av Kalipada Biswas och Purkay., och fick sitt nu gällande namn av Mukat Behari Raizada. Syzygium assamicum ingår i släktet Syzygium och familjen myrtenväxter.
Artens utbredningsområde är Assam (Indien). Inga underarter finns listade i Catalogue of Life.